# Rheum palaestinum
Rheum palaestinum är en slideväxtart som beskrevs av Feinbr.. Rheum palaestinum ingår i släktet rabarbersläktet, och familjen slideväxter. Inga underarter finns listade i Catalogue of Life.